# Terre della Svezia

Regioni della Svezia

Le terre della Svezia (in svedese landsdelar) si caratterizzano come aree geografiche e non hanno alcuna valenza amministrativa. Corrispondono storicamente a gruppi di province e oggi di contee. In passato ne esisteva una quarta, l’Österland, ossia la Finlandia.

## Lista
| Mappa | Regione  | Popolazione | Superficie | Province |
| ----- | -------- | ----------- | ---------- | --- |
|       | Götaland | 4 776 001   | 97 841     | - Blekinge - Bohuslän - Dalsland - Gotland - Halland - Scania - Småland - Västergötland - Öland - Östergötland       |
|       | Svealand | 4 044 083   | 91 098     | - Dalarna - Närke - Södermanland - Uppland - Värmland - Västmanland                                                  |
|       | Norrland | 1 175 039   | 261 292    | - Gästrikland - Hälsingland - Härjedalen - Jämtland - Lapponia - Medelpad - Norrbotten - Västerbotten - Ångermanland |

## Terre storiche

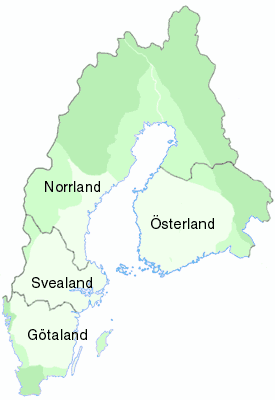
Mappa storica delle regioni svedesi

Storicamente la Svezia era divisa in quattro terre: 
- Götaland
- Svealand
- Norrland
- Österland

Österland (traducibile in terre d'oriente) era l'antico nome dato alla Finlandia; attualmente definisce solo la parte meridionale e centrale della Finlandia.
Norrland (le terre del nord) è il nome dato alle terre annesse quando il regno si espanse a nord su entrambi i lati del Golfo di Botnia, ancora selvagge e incivili ai tempi dell’indipendenza del paese nel Cinquecento.
Da quanto riportano il folclore e le leggende in tempi preistorici il Götaland (la terra dei Goti) e lo Svealand (la terra dei Sueoni, da cui il nome della Svezia) erano regni rivali. Prima del 1000 d.C. circa, il Götaland era abitato dai Goti, il secondo dai Sueoni (in latino suiones); essi furono in seguito uniti dai sovrani Svea. L'Österland, pare avesse sovrani propri, nell'XI e XII secolo il Götaland e lo Svealand appoggiarono sovrani rivali e ritornarono talvolta ad essere regni separati.
Dopo la guerra di Finlandia (1808-1809) la parte orientale dell'Impero svedese fu ceduta all'Impero russo divenendo il Granducato di Finlandia. Il Norrland fu quindi diviso fra due stati, la parte svedese della regione comprende oltre la metà del territorio del paese.